# Joseph Maria Schül
Joseph Maria Schül (* 30. Oktober 1873 in Heppenheim; † 9. Oktober 1960 in Offenbach) war ein hessischer Politiker (Zentrum) und ehemaliger Abgeordneter des Landtags des Volksstaates Hessen in der Weimarer Republik.

## Leben
Joseph Maria Schül war der Sohn des Kaufmanns Philipp Schül und seiner Frau Katharina, geborene Lulay. Am 25. August 1908 heiratete Joseph Maria Schül in Niederwalluf seine Frau Anna Maria, geborene Reitz (1884–1966). 
Joseph Maria Schül studierte Rechtswissenschaften und wurde 1908 Amtsrichter in Offenbach. Ab 1915 war er dort Amtsgerichtsrat. Mit der Machtergreifung der Nationalsozialisten 1933 wurde er pensioniert.
Er war Mitglied der katholischen Studentenverbindungen KDStV Markomannia Würzburg (seit 1892), KDStV Aenania München und VKDSt Hasso-Rhenania Gießen, jeweils im CV.

## Politik
Joseph Maria Schül war katholisch und im Zentrum engagiert. Für seine Partei war er zwischen 1921 und 1933 über fünf Wahlperioden hinweg Mitglied des hessischen Landtags, bis er mit der Machtergreifung aus der aktiven Politik ausscheiden musste.